# مهین کوره‌چیان

تیم ملی بسکتبال زنان ایران در مسابقات قهرمانی آسیا در کره‌جنوبی ۱۹۷۴. نشسته از راست: آیلین ملیکیان، سهیلا روحانی، ژنیک شهبازیان، پری نقی‌پور، استلا مددیان، مهین کوره‌چیان، زیبا افلاطون و مارو آوانسیان. ایستاده از راست: مهوش طباطبایی، اِولین آواکیان، هوسیک غوکاسیان، شیرالیو (مربی رومانیایی)، وزیر ورزش کره جنوبی، محمود عدل، حسن ذوالفقاری، پروانه بدراصفهانی و فرزانه نوربخش.

مهین کوره‌چیان با نام اصلی زهرا کوره‌چیان (زاده ۱۷ آبان ۱۳۳۰ – درگذشته ۱۱ مهر ۱۴۰۰) بازیکن بسکتبال اهل ایران و عضو تیم ملی بسکتبال زنان ایران بین سال‌های ۱۳۵۰ تا ۱۳۵۷ و مشهور به بانوی بسکتبال بود.

## سابقه ورزشی
مهین کوره چیان با کارنامه‌ای مملو از عنوان و افتخار، بی‌تردید از نخبگان ورزش ایران در دهه ۱۳۵۰ شمسی بود. او بسکتبال را از سال‌های پایانی دهه ۴۰ شمسی آغاز نمود و با عضویت در باشگاه‌های پاس، شهربانی، تاج و ایرانا، آن را پیگیری کرد. بانو کوره‌چیان ابتدا از سال ۱۳۵۰ به عنوان چهره‌ای تأثیرگذار در بسکتبال بانوان چهره شد، اما دوران اوج حضور او در رقابت‌های بسکتبال بانوان به حد فاصل سال‌های ۱۳۵۲ تا ۱۳۵۶ بازمی‌گردد. فروردین سال ۱۳۵۴، هفته‌نامه‌های کیهان‌ورزشی و دنیای‌ورزش به اتفاق وی را به عنوان چهره برگزیده سال ۱۳۵۳ بسکتبال ایران برگزیدند.
وی حدود ۴ سال در تیم‌های شهربانی و پاس بازی کرد. پس از فوت سیمین شفیقی تیم پاس در سال ۱۳۵۱ از هم پاشید و مهین برای ۲ سال به عضویت تیم تاج درآمد. وی سپس به مدت ۳ سال برای تیم ایرانا بازی کرد. آخرین بازی بسکتبال وی در ۲۲ اسفند ۱۳۵۶، در مسابقه فینال جام شهبانو سال ۱۳۵۶ بود. در این مسابقه وی به همراه تیم ایرانا با شکست تیم آرارات برای سومین بار قهرمان باشگاه‌های ایران شد.

### حضور در تیم ملی
مهین کوره‌چیان در زمینهٔ بسکتبال ملی نیز سالها حضور درخشان دارد. او از سال ۱۳۵۱ به تیم ملی بسکتبال زنان ایران دعوت شد و تا سال ۱۳۵۶ همواره یکی از اعضای اصلی تیم ملی بود. نقطهٔ اوج حضورش در عرصه ملی، به رقابت‌های بسکتبال زنان آسیا (سئول ۱۹۷۴) بازمی‌گردد که ضمن کسب عنوان تیمی چهارمی آسیا، از سوی کمیته برگزارکننده بعنوان محبوبترین چهره بسکتبال بانوان آسیا انتخاب شد. بانو کوره چیان، حضور در رقابتهای بازیهای آسیایی تهران را نیز در کارنامهٔ خویش دارد. وی آخرین کاپیتان تیم‌ملی قبل از فروپاشی تیم ملی بسکتبال زنان ایران به دلیل انقلاب ۱۳۵۷ بود.

## درگذشت
مهین کوره‌چیان در ۱۱ مهر ۱۴۰۰ براثر ابتلا به کرونا در بیمارستانی در تهران درگذشت.

## افتخارات
- قهرمان مسابقات بسکتبال باشگاه‌های تهران: ۱۳۴۹ (به همراه باشگاه پاس تهران) و ۱۳۵۴ (به همراه ایرانا)
- قهرمان مسابقات قهرمانی ایران: ۱۳۴۸، ۱۳۵۰، ۱۳۵۱ و ۱۳۵۲ (به همراه تیم تهران)
- قهرمان مسابقات دختران باشگاه‌های ایران (جام شهبانو): ۱۳۵۴، ۱۳۵۵ و ۱۳۵۶ (به همراه ایرانا)[۱]
- محبوب‌ترین چهره (MPP) مسابقات آسیایی بسکتبال ۱۹۷۴ در کره‌جنوبی[۶]